# Kolozsvári Andor
Kolozsvári Andor, született Klein Andor (Kolozsvár, 1900. december 6. – Budapest, 1982. október 1.) magyar író, forgatókönyvíró, rendező, grafikus, dramaturg.

## Életpályája
Érettségi után a budapesti Képzőművészeti Főiskolán tanult. 1918-tól különböző lapoknál dolgozott rajzolóként. 1920-ban szerepelt Balogh Béla V. osztály című diákfilmjében. 1923-tól a müncheni Képzőművészeti Akadémián tanult, majd Bolváry Géza rendező mellett dolgozott. 1926-ban tért haza és grafikusként dolgozott. 1928-ban egy francia parfümgyár által kiírt nemzetközi plakátpályázaton első díjat nyert. Egyik szerzője volt a Világvárosi regények című sorozatnak. Írt operettet és revüt is. 1936-tól forgatókönyvíró lett, de párhuzamosan dolgozott filmes grafikai munkákon, feliratmutációk készítésén. 1939-től a zsidótörvények miatt csak különböző álneveken, például mint Héger, dolgozhatott. A háború után előbb a Magyar Film Rt. (MAFIRT), majd 1950-től a Honvédfilm dramaturgjaként működött. Saját bevallása szerint mintegy 75 filmnek volt szerzője.
Sírja a Kozma utcai izraelita temetőben található.

## Filmjei

### Forgatókönyvíró
- Sportszerelem (1936-37, Lőrincz Miklóssal)
- Vissza az úton (1940, Orbók Attilával)
- Egy csók és más semmi (1941, Bihari Lászlóval és Jenei Imrével)
- Az utolsó dal (1941)
- Katyi (1942, Palásthy Gézával)
- Aranyóra (1945)
- Olympia - Tatától Londonig (1948, rövidfilm)
- A Magyar Néphadsereg színháza (1952, rövidfilm)
- Gerolsteini kaland (1957)
- Nehéz kesztyűk (1957, Tóth Miklóssal és Peterdi Pállal)
- Csudapest (1962, TV film)

### Forgatókönyvei (nem valósultak meg)
- Csókon szerzett vőlegény (1940)
- Julika, a fiúk barátja (194?)
- Minden jegy elkelt! (194?, vitéz Vadady Alberttel)
- XIV. René (1946, Szatmári Jenővel és Nóti Károllyal)
- Hét pofon, ha csók /Ludas Manyi (1946)

### Művészeti vezető
- 1848 megvalósul (1948, rövidfilm)

### Rendező
- A Magyar Néphadsereg lovasünnepélye (1952, rövidfilm)
- A Magyar Néphadsereg színháza (1952, rövidfilm)
- Felszabadulásunk 9. évfordulója (1954, rövidfilm)

### Filmszerepei
- Az ötödik osztály (1920) – Fred
- A halhatatlan légiós (1971)
- Régi idők focija (1973) – A rongycsomó
- Idegen arcok (1974)